# Cratere Behram
Behram è un cratere sulla superficie di Encelado.